# Love Power
Love Power är en låt framförd av den belgiska musikgruppen The KMG's. Låten representerade Belgien vid Eurovision Song Contest 2007 i Helsingfors i Finland. Låten är skriven av Paul Curtiz tillsammans med gruppmedlemmen Sexyfire.
Bidraget framfördes i semifinalen den 10 maj 2007 men tog sig inte vidare till final. Det slutade på tjugosjätte plats med 14 poäng.